# Podvojná sůl
Podvojné soli jsou soli, které obsahují více než jeden kationt nebo aniont a vznikají krystalizací dvou různých solí do jedné krystalové mřížky. K takovým látkám patří například kamence (obecný vzorec M+2SO4) nebo Tuttonovy soli (obecný vzorec MI2MII(SO4)2·6H2O). Dále jsou to vinan draselno-sodný, síran amonno-železnatý a síran-octan hlinitý Al2SO4(CH3COO)4, jenž je příkladem soli s dvěma různými anionty.
Podvojné soli by neměly být zaměňovány s komplexními sloučeninami - při rozpouštění ve vodě podvojná sůl zcela disociuje na jednotlivé ionty, zatímco komplexní iont zůstává nezměněn. Například KCeF4 je podvojná sůl a disociuje na ionty K+, Ce3+ a F−, ovšem komplexní sůl K4[YbI6] zachovává v roztoku iont [YbI6]4−. Proto je důležité ve vzorcích ohraničovat komplexní iont hranatými závorkami.
Vlastnosti podvojných solí se obecně liší od vlastností jednotlivých solí, z nichž jsou utvořeny.